# Manzano (famiglia)
La famiglia di Manzano è una casata nobile friulana che ebbe un ruolo importante nella storia dello Stato patriarcale di Aquileia, esercitando il potere feudale su un ampio territorio e prendendo parte al Parlamento del Friuli. I nobili di Manzano furono conti di Manzano, nobili di Cividale del Friuli e Udine. Furono inoltre Signori di Manzano, Villanova dello Iudrio, Tarcento, Orsaria, Obenetto, Lombai, Fagagna, Sdricca, Lonzano, Tissano, Santo Stefano, Persereano, Magred, Grisinan, Tolmino. Furono avvocati della Chiesa Aquileiese e del Convento di Santa Maria di Cividale del Friuli. Furono altresì Vicedomini dello Stato Patriarcale e vennero ascritti agli stati provinciali della Principesca Contea di Gorizia ottenendo il patriziato. La casata di Manzano fu Deputata presso il Parlamento del Friuli dove occupava tra i nobili il XVI posto.

## Storia
Nel corso dell'ottocento il conte Sigismondo di Manzano, nella sua dimora di Brazzano, nel goriziano, svolse approfondite ricerche storiche sulle vicende dei propri avi. Dagli studi risultò che la stirpe dalla quale egli discendeva aveva avuto origine da quella bavarese dei Wittelsbach, duchi e poi re di Baviera; quest'ultima versione fu ripresa anche dal conte Francesco di Manzano nei suoi Annali del Friuli.
A seguito delle ricerche del conte Sigismondo di Manzano, il Gran Cancelliere dell'Imperatore Ferdinando I d'Austria, riconobbe nel 1835 il titolo di nobiltà ed il riconoscimento dello stemma, seguito dai decreti di Francesco Giuseppe del 1857, 1859.
Lo storico austriaco Kamillo Trotter, che si occupò di storia friulana, faceva risalire l'origine dei nobili di Manzano alla famiglia bavarese dei signori von Reichertshausen, imparentata con quella dei conti bavaresi von Moosburg. Nella storia dei conti von Moosburg l'autore dimostra che i primi signori di Manzano menzionati dai documenti appartenevano alla potente famiglia dei liberi di Reicherthausen della Baviera.
Secondo il conte Enrico del Torso « nel dominio di Manzano si sono succedute nei secoli XII e XIII, tre e forse più stirpi di origine diversa ».
I primi personaggi ricordati nei documenti che risalgono all'inizio XII secolo, sono Adalprecht de Mensean nel 1102, Adalpretus de Mensean nel 1104, Ermanni de Manzano nel 1106. Quest'ultimo fu presente come primo testimone in un atto di donazione di un castrum posto nella Contea del Friuli in località Attimis (“...jacet ad locum qui dicitur Attens”) da parte di Bertoldus Episcopus figlio di Purchardi a favore di Condrado e Mattil suoi stretti parenti. Matilde era figlia del principe Burcardo von Moosburg, Marchese d'Istria e avvocato della Chiesa di Aquielia . I due di Manzano compariranno poi come testimoni in un'altra scrittura datata 1180 insieme ad un terzo congiunto Pertold, Herman e Adalpreto de loco Manzano.
Nel 1166, Ulrico o Voldarico d'Attems, già Marchese di Toscana, rimise i propri feudi a Voldarico, Patriarca di Aquileia, perché ne desse l'investitura a Luicarda sua figlia, al di lei marito Enrico di Manzano e al loro figlio Corrado.
Sempre nel 1166 in un atto stilato a Cividale del Friuli , compare Henricus de Manzano, che insieme alla moglie Luicarda, figlia di Ulrico di Attems, Margravio di Toscana, e al loro figlio Corrado, vengono investisti di Tissano (Tissan), Persereano (Presareian), Santo Stefano (S. Sterphanum), Merlana (Magrat) e Risano (Grisnsm).
Tra i numerosi testimoni presenziò anche Corrado, suo fratello Engelmanus de Manzano ed Henricus de Stricha. Corrado viene citato di frequente ed in tutte le donazioni descritte risulta compreso il castello di Attimis, il cui dominio doveva essere perpetuato nella discendenza femminile. Corrado di Manzano fu Vicedomino del Patriarcato di Aquileia. Corrado, Ermanno ed Enrico si ritrovano quattro anni più tardi, nel 1170, ancora come testimoni, in un atto di donazione sempre di Ulrico di Attems” alla Chiesa di Aquileia. Nel codice friulano del Frangipane si trova che nel 1196 Enrico di Manzano e sua moglie Luicarda fecero una donazione Ai Canonici di Aquileia per mantenere cento poveri il dì d'Ognissanti”. Da questi documenti si rileva che la famiglia di Manzano fosse già in possesso dell'alta carica dignitaria di avvocati della Chiesa di Aquileia. Nei possessi di Enrico entrano a far parte “una casa con torre e casamenti con orti e terre” nel Castello di Beseno in Val Lagarina, che oggi, con gli ampliamenti di epoca rinascimentale, è il più imponente e vasto castello del Trentino.
Nel corso nel XII secolo, appaiono altri componenti della famiglia di Manzano, appartenenti alla classe dei dinesmanni (Dienstamannn), la quale traeva le proprie origini al castello di Pao, ora Povo, sul colle di Sant'Agata presso Trento. Da un Ottone de Pao (fl. 1124) nacquero i fratelli Pellegrino, elevato al rango di Patriarca di Aquileia nel 1130, e Carbonio de Pao (fl. 1160). Con l'elezione a Patriarca, la famiglia di Pellegrino si trasferì in Friuli dove si radicò assumendo l'eponimo di Manzano.
Nel 1230 si ha anche notizia di Siegfrid di Fagagna del fu Concio di Manzano, che dichiara di avere il feudo dalla Chiesa di Aquileia un molino sulla roggia di Manzano ed il castello vecchio di Fagagna. I Manzano furono aggregati al Consiglio nobile di Cividale del Friuli, dove avevano preso dimora verso la metà del XV secolo.
A dare il castello sito in Manzano, Castrum de Harperch apud Manzanum, ai conti di Manzano, nonché il sedicesimo posto nel Parlamento della Patria del Friuli, fu il Patriarca di Aquileia Ulrico di Eppenstein nel 1085. Nel 1274 il Patriarca Raimondo della Torre fu ospite nel Castello di Manzano per stipulare una tregua con conte Alberto di Gorizia, usurpatore di una parte dei dominii aquileiensi. Anche il Patriarca Gottifredo fu ospite nel Castello di Manzano nel 1293 in occasione delle nozze di Corrado di Manzano e Matilde dei signori di Budrio, durante le quali furono organizzate splendide feste e vi partecipò anche la città di Cividale. Agli splendidi tornei e spettacoli sontuosi non mancò il meglio della nobilità friulana.

## Personaggi illustri del casato

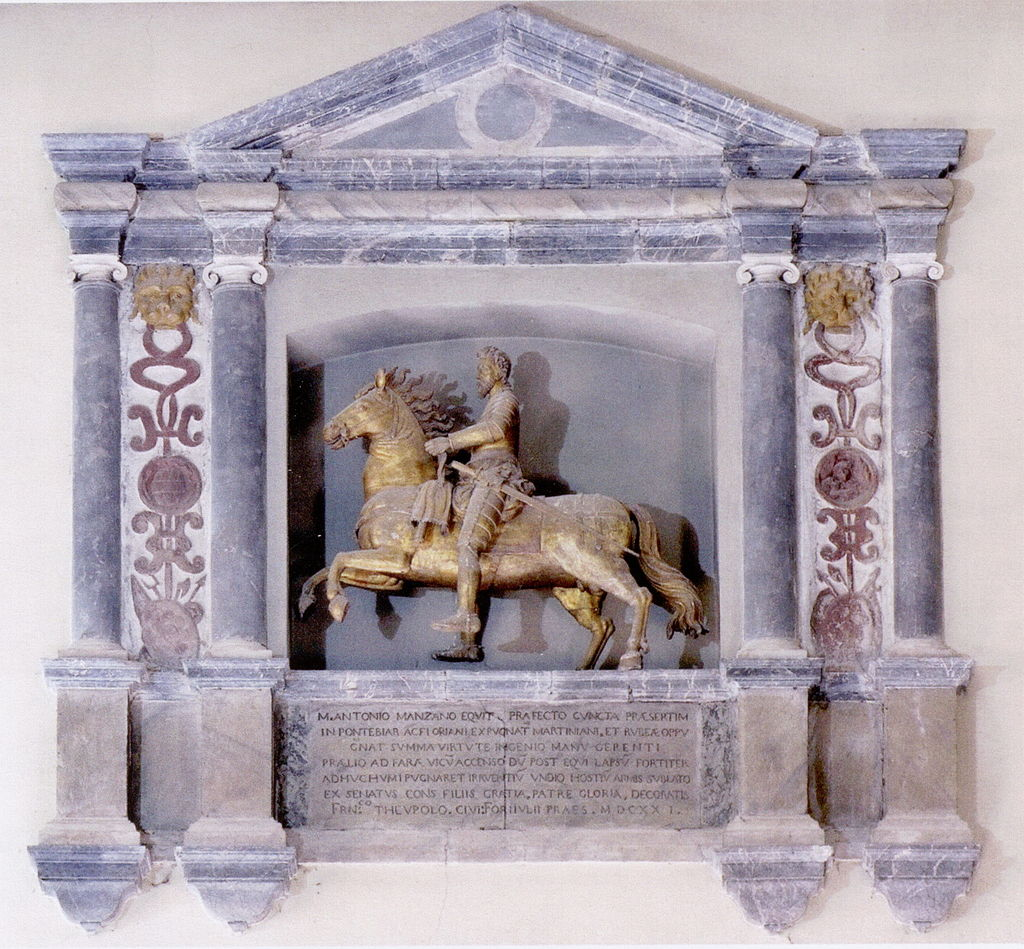
Monumento equestre di Marcantonio di Manzano

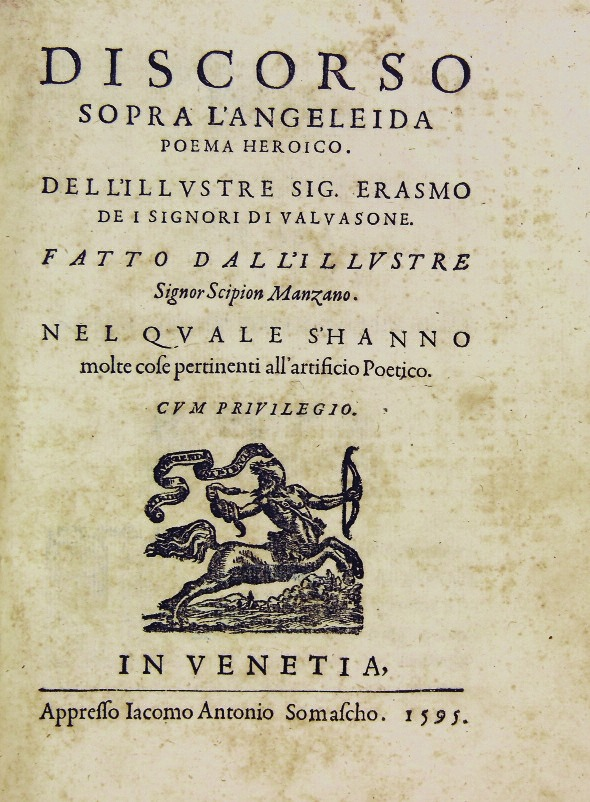
Frontespizio de Discorso sopra l'Angeleida di Scipione di Manzano

- Pellegrino di Povo di Beseno di Manzano, (*? †1161). Patriarca di Aquileia dal 1130 al 1161. Fu sostenitore dell'Imperatore Federico Barbarossa;
- Enrico II di Manzano, (fl. 1220). Ambasciatore del Patriarca a Padova[2];
- Corrado di Manzano, (*1190 †1229). Vicedomino del Patriarcato di Aquileia[3];
- Corrado I di Manzano, (fl. 1257). Abate presso le abbazie di Rosazzo a Manzano e Millstatt in Carinzia[2];
- Finossio di Manzano, (fl. 1267). Avvocato del Convento di Santa Maria di Cividale[17];
- Guido di Fanta di Manzano, (fl. 1300). Canonico e diacono di Cividale del Friuli, nonché procuratore del Capitolo, divenne inoltre arcidiacono di Concordia e vicario del vescovo Artuico di Castello. Fu infine primo Consigliere del Patriarca Pagano della Torre e Commissario e vicario patriarcale del Patriarca Bertrando di San Genesio[1][18];
- Corrado II di Manzano, (*? †1315). Abate presso l'Abbazia di Rosazzo;
- Francesco di Manzano, (fl. 1366). Ambasciatore del Patriarca Marquardo di Randeck, residente e Deputato di Cividale del Friuli[2][8];
- Bertoldo di Manzano, (fl. 1357). Podestà di Muja (Muggia)[2];
- Giovanni di Manzano di Guarnero. Giureconsulto, scrisse i commentari storici. Combatté valorosamente in difesa di Cividale assediata nel 1509 dalle truppe dell'imperatore Massimiliano, comandate da Enrico VII (*1471 †1521) Duca di Brunswick e Lüneburg[19];
- Scipione di Manzano, (*1560 †1596). Umanista e letterato italiano del Rinascimento, lasciò molte opere come Le lagrime di penitenza di David e l'Aci, Favola marina, la tragedia L'atleta, e i primi quattro canti di un poema eroico Il Dandolo per celebrare l'espugnazione di Costantinopoli e le glorie veneziane. Presso Borgo di Ponte a Cividale del Friuli è intitolata una via in sua memoria[1][19];
- Agostino di Manzano qm. Girolamo, (*1570 †1597). Militò in Ungheria al servizio dell'Impero ed a Carlstadt comandò la cavalleria[1];
- Tranqiulla di Manzano di Bertolo. Badessa del Monastero maggiore di Cividale nel 1603[2][8];
- Marcantonio di Manzano. Si distinse nella Guerra di Gradisca (1615-1617), combattendo per i veneziani contro gli austriaci, che sconfisse a Pontebba, San Floriano e a Rubbia, obbligando alla resa la terra di Cormons. Il 12 luglio 1617, in un fatto d'armi a Farra d'Isonzo, trovò la morte. Nel Duomo di Cividale del Friuli gli venne fatto erigere dal Senato veneto nel 1621 un monumento equestre con epigrafe[20] tutt'oggi presente. La scultura, in legno laccato, è opera di Girolamo Paleario[1][3];
- Francesco di Manzano [21], storiografo, pittore, amministratore pubblico (*1801 †1895). Pubblicò gli Annali del Friuli, importante raccolta di notizie storiche, cui egli dedicò molti anni della sua vita. Diede inoltre alle stampe una breve Storia del Friuli ed i Cenni dei letterati de artisti friulani. Morì nel Palazzo di Manzano a Giassico il 16 marzo 1895.

## Luoghi ed architetture
- Castello di Manzano (rovine), XVI secolo. Manzano
- Palazzo di Manzano. Giassico, località di Cormons
- Palazzo di Manzano. Borgo di Ponte, Cividale del Friuli
- Monumento equestre di Marcantonio di Manzano (1621). Duomo di Cividale del Friuli